# Грачове (залізничний роз'їзд)
Грачове (роз'їзд А, роз'їзд 1-ї версти) — закритий (станом на січень 2025 року) залізничний роз'їзд Катерининської залізниці поблизу станції Ясинувата на старій трасі напряму Ясинувата — Мушкетове — Гласна (Богодухівська залізнична гілка).

## Історія

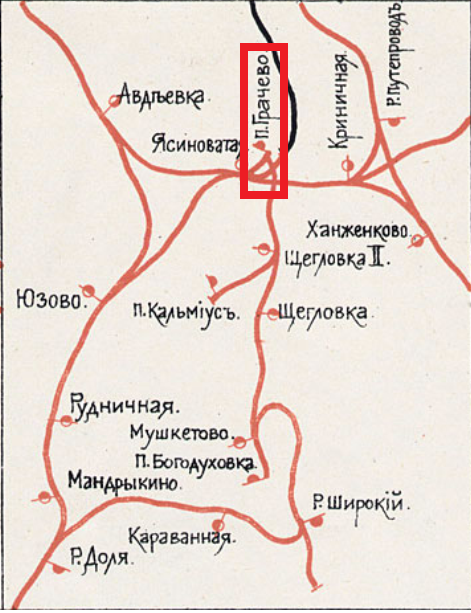
пост (роз'їзд) Грачове на схемі Катерининської залізниці станом на 1902 рік

Будівництво роз'їзду Грачове розпочалося в 1886 році разом із Богодухівською залізничною гілкою. Дільниця останньої Ясинувата — Щиглівка і роз'їзд Грачове було відкрито для регулярного сполучення в листопаді 1888 року. Особливістю роз'їзду був його статус тупикового роздільного пункту, де здійснювався розворот поїздів, які прямували з Ясинуватої на Мушкетове і в зворотному напрямі. Власних вантажів роз'їзд під час свого функціонування не мав. Роз'їзд було облаштовано на відстані 440 сажнів (939 м) від вхідних стрілок станції Ясинувата з північно-східної сторони із причини відсутності можливості облаштування примикання Богодухівської залізничної гілки до Катерининської залізниці по Ясинуватій, оскільки з південної сторони по ній примикали колії приватного користування товариства Уніон, а також знаходилися колії Донецької (кам'яновугільної) залізниці. Через тривалий час, який потрібний для розвороту поїздів, зростала тривалість вимушеного простою останніх та знижувалася продуктивність залізничного транспорту на означеному напрямі.
В 1894 році було ліквідовано Донецьку залізницю, дільниці якої було приєднано до Катерининської залізниці, що створило передумови для розвитку вузлу по станції Ясинувата і ліквідації на останньому «вузьких місць», одним із яких був роз'їзд Грачове, де здійснювався розворот поїздів Богодухівської гілки. Однак до 1908 року обсяги перевезень Катерининської залізниці ще не були такими, що вказували би на першочерговість реконструкції вузлу по Ясинуватій. Тільки після вичерпання резервів продуктивності вузлу почали вирішувати дане питання. В 1912 році розпочалася реконструкція залізничного вузлу по Ясинуватій, метою якої було підвищення переробної здатності станції, а також приведення її колійного розвитку у відповідність статусу залізничного вузлу Катерининської залізниці. Реконструкцію було завершено в 1916 році. Тоді ж було остаточно закрито роз'їзд Грачове.
Пасажирське сполучення по роз'їзді Грачове існувало в таких обсягах: в 1894-1899 роках — 2 пари потягів пасажирського сполучення Ясинувата — Мушкетове; в 1900-1906 роках — 1 пара потягів пасажирського сполучення Ясинувата — Мушкетове і 1 пара потягів пасажирського сполучення Ясинувата — Оленівка; в 1907-1913 роках — 1 пара потягів пасажирського сполучення Ясинувата — Мушкетове і 1 пара потягів пасажирського сполучення Ясинувата — Караванна. До складу потягів у різні часи входили вагони безпересадочного сполучення до Костянтинівки, Слов'янська. Пасажирський потяг сполученням Ясинувата — Мушкетове було переведено на щойно збудований перегін Ясинувата — Щиглівка-ІІ в зиму 1913-1914 років, сполученням Ясинувата — Караванна — в літо 1914 року.